# ضحى الهندي
ضحى الهندي كانت تنشد في طيور الجنة ثم انتقلت إلى قناة سمسم تم إلى قناة شذى ومن ثم إلى قناة محبوبة وقد اعتزلت الإنشاد بسبب تحجبها وأول انشودة لها كانت ضم البيئة وتلقب باشرافة الإنشاد.

## بعض ابداعتها
- ضم البيئة
- احنا جيل خطير كتير
- يا محمد
- طاق طاق طاقية
- انا مسلمة
- السعودية
- يا امي
- سلطنة عمان
- وغيرها من الاناشيد